# ترمتون (كورنوال)
ترمتون (بالإنجليزية: Trematon)‏ هي قرية تقع في المملكة المتحدة في كورنوال.